# Frank Marshall (fotograf)
Frank Marshall (* 30. července 1985) je jihoafrický fotograf, který se zabývá převážně portrétováním hudebníků, fotografováním hudebních témat a je známý svou sérií o heavy metalové subkultuře v Botswaně. Umělce zastupuje Rooke Gallery, Johannesburg, Jihoafrická republika.

## Život a dílo

### Raný život
Frank Marshall se narodil 30. července 1985 v Nelspruitu, Mpumalanga, Jihoafrická republika jako dítě irského otce a jihoafrické matky. Vyrůstal v Kroonstad, Free State a Pretoria, Gauteng. Jako teenager se Marshall začal zajímat o hard rock a heavy metal, většinou ovlivněný zavedenými americkými kapelami.

### Vzdělání
Po dokončení střední školy začal Marshall v roce 2007 studovat fotografii na Tshwane University of Technology v Pretorii. V roce 2010 získal bakalářský titul v oboru fotografie na Tshwane University. Ve své závěrečné práci Marshall vylíčil lidi z botswanské heavymetalové subkultury a seskládal své snímky na samostatné výstavě Renegades. Za svou práci na Renegades byl nominován jako jeden z deseti finalistů soutěže Sony World Photography Awards Student Focus Competition. Jako první Jihoafričan se dostal do finále renomované fotografické soutěže. Jako finalista se mohl zúčastnit World Photography Festival v Somerset House v Londýně a zúčastnit se přednášek a mistrovských kurzů pořádaných významnými fotografy a členy World Photographic Academy. Byl přijat na magisterský studijní program v oboru fotografie na Tshwane University, ale opustil univerzitu a začal pracovat jako fotograf.

## Renegades
Renegades (Renegáti) je Marshallovou první a zatím jedinou fotografickou samostatnou výstavou, která si okamžitě vysloužila národní i mezinárodní pozornost. V roce 2008 byl Marshall najat, aby doprovázel a fotografoval jihoafrickou heavymetalovou skupinu na vystoupení v hlavním městě Botswany Gaborone, kde se poprvé dostal do kontaktu s místní heavymetalovou subkulturou. V roce 2009 se rozhodl udělat z těchto lidí téma své závěrečné práce na Tshwane University a sérii dokončil v roce 2010. Skládá se ze 60 pózovaných environmentálních portrétů a má reprezentovat a předávat ideologie subkultury heavy metalu v Botswaně. Portréty jsou pořízeny dvěma analogovými fotoaparáty, Hasselblad 500 CM a Hasselblad 500 EL/M na film Fujichrome Provia 100F.

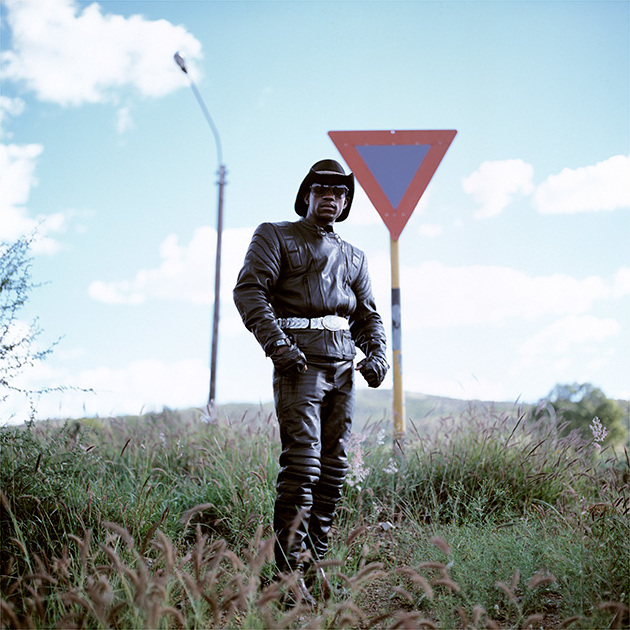
Portrét s názvem Smrt ze série Renegades

### Výstavy
Renegades byl vystaven v různých národních a mezinárodních galeriích
- Rooke Gallery, Johannesburg, Jihoafrická republika: červenec – srpen 2011
- Jo'burg Art Fair, Johannesburg, Jihoafrická republika: září 2011
- Bekris Gallery, San Francisco, USA: listopad: 2011 – leden 2012
- MIA Gallery, Seattle, USA: září 2013

Díla ze série Renegades byla také získána do stálé sbírky Stanfordovy univerzity a dva tisky jsou ve sbírce Muzea J. Paula Gettyho v Los Angeles, CA, USA.

## Ocenění
- Finalista soutěže Sony World Photography Awards Student Focus Competition 2011

Soutěž je považována za nejprestižnější studentskou fotografickou cenu. Je otevřena každé instituci na celém světě, která vyučuje fotografii na vysokoškolské úrovni. V roce 2011 se soutěže zúčastnilo přes 200 institucí ze šesti kontinentů. Užší seznam deseti finalistů vybrala porota složená z renomovaných fotografických umělců a fotožurnalistů včetně Deborah Willisové, Eder Chiodetto nebo Roger Tooth.